# 1548

## Esdeveniments
- 15 de maig - Augsburg (Sacre Imperi) : La dieta imperial aprova l'ínterim d'Augsburg, una disposició provisional sobre el protestantisme
- La Xina es tanca al comerç exterior
- Es dissol l'Imperi Inca
- Fundació de La Paz
- Gran incendi a Moscou
- Primera escola dels jesuïtes

## Necrològiques
- 14 de juny, Avinyó: Elzéar Genet, músic
- 5 de setembre, Castell de Sudeley, Gloucestershire, Anglaterra: Caterina Parr, reina d'Anglaterra.[1]
- Barcelona: Jeroni de Requesens i Roís de Liori, 56è President de la Generalitat de Catalunya.